# Marijan Rojnica
Marijan Rojnica (* 30. Mai 2000 in Wien) ist ein österreichischer Handballspieler auf der Spielposition Rechtsaußen.

## Vereinskarriere
Rojnica begann in seiner Jugend bei den Fivers WAT Margareten Handball zu spielen. Mit der Mannschaft der unter 19-Jährigen konnte er, in dieser Altersklasse, den österreichischen Meistertitel feiern. Für die Saison 2020/21 wurde der Linkshänder von Bregenz Handball verpflichtet. 2021/22 konnte er, mit dem Team, den österreichischen Pokal gewinnen, stand im Finale aber nicht im Kader. 2022/23 wurde Rojnica vom TSV St. Otmar St. Gallen unter Vertrag genommen. Für die Saison 2024/25 wurde der Außenspieler von den JAGS Vöslau verpflichtet und wird damit wieder in der Handball Liga Austria auflaufen.

## Erfolge
- 1× Österreichischer Pokalsieger 2021/22